# Burdinne
Burdinne är en kommun i Belgien.   Den ligger i provinsen Liège och regionen Vallonien, i den centrala delen av landet, 60 km sydost om huvudstaden Bryssel. Antalet invånare är 2 993.
Trakten runt Burdinne består till största delen av jordbruksmark. Runt Burdinne är det ganska tätbefolkat, med 179 invånare per kvadratkilometer.